# Wildengundkopf
De Lachenkopf is een 2238 meter hoge berg in de deelstaat Beieren, Duitsland.

## Geografie
De Wildengundkopf maakt deel uit van de Allgäuer Alpen. Ten zuiden van de berg bevindt zich de Trettachspitze en ten noorden ligt de Spätengundkopf. De Wildengundkopf maakt deel uit van de bergkam Mädelegabelgruppe.